# کاتیج سیتی (مریلند)
کاتیج سیتی (به انگلیسی: Cottage City) شهری در ایالت مریلند کشور ایالات متحده آمریکا است که جمعیت آن در سرشماری سال ۲۰۱۰ میلادی، ۱٬۳۰۵ نفر بوده‌است.